# 4 Fantásticos (película de 2015)
Los 4 Fantásticos (título original en inglés: Fantastic Four, estilizada como Fant4stic en materiales promocionales) es una película estadounidense basada en el equipo de superhéroes de Marvel Comics del mismo nombre, que se estrenó en el 2015. Es un reinicio de los Cuatro Fantásticos, asimismo es la tercera y última película de la franquicia en ser producida y distribuida por 20th Century Fox. La película está dirigida por Josh Trank, quien coescribió el guion con Jeremy Slater y Simon Kinberg, y protagonizada por Miles Teller, Kate Mara, Jamie Bell, Michael B. Jordan y Toby Kebbell. El rodaje de la película comenzó el 5 de mayo de 2014 en Baton Rouge, Luisiana y duró 2 meses. Insatisfechos con la producción, los ejecutivos de Fox mandaron a realizar regrabaciones que tuvieron lugar en enero de 2015. La película tenía previsto su lanzamiento para el 19 de junio de 2015, pero el 18 de septiembre de 2014 se anunció que la película se pospuso para el 7 de agosto.
La película trata de cuatro personas que se tele-transportan a un universo alternativo, que altera su forma física y les otorga nuevas habilidades, deben aprender a aprovechar sus habilidades y trabajar juntos como un equipo para salvar a la Tierra de un enemigo conocido.
4 Fantásticos se estrenó en los cines Williamsburg en la ciudad de Nueva York el 4 de agosto de 2015 y se estrenó el 7 de agosto en los Estados Unidos. La película fue criticada universalmente después de su lanzamiento, con críticas dirigidas a su guion, dirección, falta de humor, tono sombrío, infidelidad a su material de origen, efectos visuales, edición entrecortada, falta de dinámica entre los personajes principales, y el ritmo, aunque algunos elogiaron los esfuerzos del elenco; muchos consideraron el material de origen desperdiciado. También fue una bomba de taquilla, recaudando USD 168 millones en todo el mundo contra un presupuesto de producción de USD 155 millones y perdiendo hasta USD 100 millones. En la 36.ª edición de los Premios Golden Raspberry, ganó en las categorías de Peor director, Peor precuela, remake, estafa o secuela y la Peor película (este último puesto empatado con Cincuenta Sombras de Grey) también fue nominada para la Peor pareja en pantalla y Peor guion. La película fue la última de la franquicia producida por Fox antes de que Marvel Studios recuperara los derechos.

## Argumento
Los amigos de la infancia, Reed Richards (Miles Teller) y Ben Grimm (Jamie Bell) han trabajado juntos en un prototipo de teletransportación desde jóvenes, finalmente atrayendo la atención del profesor Franklin Storm (Reg E. Cathey), director de la Fundación Baxter, un instituto de investigación patrocinado por el gobierno para jóvenes prodigios. Reed es contratado para unirse a ellos y ayudar a los hijos de Storm, la científica Sue Storm (Kate Mara) y el técnico Johnny Storm (Michael B. Jordan), a completar una "puerta cuántica" diseñada por el protegido de Storm, Victor von Doom (Toby Kebbell).
El experimento fue exitoso, y el supervisor de la instalación, el Dr. Allen (Tim Blake Nelson), planea enviar un grupo de la NASA para aventurarse en una dimensión paralela conocida como "Planeta Cero". Decepcionados al serles negada la oportunidad de unirse a la expedición, Reed, Johnny y Víctor, junto con Ben, utilizan la Puerta Cuántica para embarcarse en un viaje no autorizado al Planeta Cero, el cual aprenden que es un mundo lleno de sustancias desconocidas. Víctor intenta tocar la sustancia con la apariencia de lava verde, la cual al parecer es energía pura y vibrante. Pero al hacerlo, la sustancia cambia bruscamente y el suelo en el que están entra en una violenta erupción. Reed, Johnny y Ben regresan a su transbordador pero el mismo sufre una falla, justo cuando Sue los trae de vuelta a la Tierra y Víctor es aparentemente asesinado después de caer en el paisaje colapsante. La Puerta Cuántica estalla destruyendo el laboratorio, alterando a Reed, Sue, Johnny y Ben en un nivel genético y otorgándoles habilidades sobrehumanas más allá de su control: Reed puede estirarse como elástico, Susan puede volverse invisible y generar escudos de fuerza, Johnny puede engullir todo su cuerpo en fuego y volar, y Ben se transforma completamente en una criatura hecha de roca del Planeta Cero, que le da fuerza sobrehumana y durabilidad extrema. Luego son puestos bajo custodia del gobierno para ser estudiados, debido a su naturaleza ahora peligrosa, y comienzan a descubrir y controlar sus habilidades. Culpándose por el accidente, Reed se escapa de la instalación y trata de encontrar una cura para sus cambios.
Un año más tarde, Reed es ahora un fugitivo y ha construido un traje que le ayuda a controlar su capacidad. Escondido en América Central, es finalmente encontrado por los militares de Estados Unidos con la ayuda de Sue y capturado por Ben, que se ha convertido en un activo militar junto con Johnny y Sue. Johnny y Sue han sido equipados con trajes especializados diseñados para ayudarles a controlar sus habilidades. Reed es llevado al Área 57, donde el Dr. Allen lo recluta en la reconstrucción de la Puerta Cuántica a cambio de dar a Reed los recursos para encontrar una cura. Al llegar al Planeta Cero, los exploradores del Dr. Allen encuentran a Víctor, quien ha sido fusionado con su traje espacial y ahora posee inmensas habilidades telequinéticas, producto de haber absorbido la energía del planeta. La misión es abortada y les ordenan a los científicos traerlo de vuelta a la Tierra. Sin embargo, creyendo que la raza humana necesita ser destruida para poder reconstruir el Planeta Cero a su imagen, Victor desata sus poderes y mata sin piedad a los científicos y soldados de la base, incluyendo al Dr. Allen y al Profesor Storm, y regresa al Planeta Cero usando la Puerta Cuántica. Ben, Johnny, Reed, y Sue, tras descubrir sus intenciones, salen en su persecución.
Ahora, refiriéndose a sí mismo como "Doom", Victor activa un portal en el Planeta Cero usando la Puerta Cuántica y comienza a consumir el paisaje de la Tierra usando una estructura que creó a partir de las formaciones rocosas en el Planeta Cero. Se enfrenta a los cuatro y, después de una corta pero intensa batalla, Ben golpea a Doom y lo lanza hacia el rayo de energía del portal, desintegrándolo, mientras Johnny cierra el portal. Al volver, descubren que todas las instalaciones e incluso poblaciones cercanas desaparecieron del mapa, como consecuencia de la gigantesca atracción gravitacional del portal.
Al regresar a la Tierra, el grupo es recompensado por el ejército estadounidense por su heroísmo al recibir una nueva base de operaciones conocida como "Ciudad Central" para estudiar sus habilidades y sin la interferencia del gobierno. Así, deciden utilizar sus poderes para ayudar a la gente y nombrados como "Los 4 Fantásticos".

## Reparto
- Miles Teller como Reed Richards/Mr. Fantástico

Un estudiante prodigio que ayuda a levantar el proyecto del viaje interdimensional y que desarrolla la capacidad de estirar su cuerpo y cada parte de él como un material elástico. Sobre el personaje el director de la película, Josh Trank comentó: "De veras quería contar la historia de un joven Reed Richards"
- Kate Mara como Susan Storm/Mujer Invisible

Hijastra del Dr. Storm y hermanastra de Johnny Storm. Posee la capacidad de hacerse invisible y puede generar campos de fuerza. Originalmente Mara buscó los cómics de los 4 fantásticos como inspiración para su personaje pero el director la convenció de no hacerlo, desde que la película no estaba basada en ningún cómic en particular. Trank comentó del personaje: "Siempre han existido dos categorías de Sue-la versión de secretaria promiscua y esta brillante versión científica. Esta es una versión muy, muy lista de Sue, y una que tiene dignidad e integridad."
- Michael B. Jordan  como Johnny Storm/Antorcha Humana

El problemático hijo del Dr. Storm y hermanastro de Sue. Él al final desarrolla la capacidad para encender su cuerpo en llamas. Jordan ya había trabajado con anterioridad con Trank en la película del 2012, Chronicle. Sobre la selección de Jordan en el papel de Johnny Storm y su notable diferencia de raza con la versión original del personaje, Trank reveló: "Creí que sería muy interesante tomar la dinámica familiar de los Storm y llevarla a términos más modernos de lo que consideramos normal. Tuve una familia mixta en mi propia familia y eso es algo que ya no está fuera de lo ordinario pero no lo vemos interpretado en la realidad casual de las películas, es algo que pensé que sería interesante y difícil, tener hermanos mixtos".
- Jamie Bell   como Ben Grimm/La Cosa

Amigo de la infancia de Reed y considerado como el "músculo". Ben finalmente desarrolla una piel cubierta de roca y una fuerza y resistencia sobrehumanas. A diferencia de la franquicia antecesora en la que se utilizó maquillaje para la creación del personaje, aquí la apariencia de The Thing fue creada por completo por computadora con algunas partes de Bell expuestas como sus ojos. Sobre el personaje, Trank comentó: "La idea de tener a Ben como el mejor amigo de Reed es una forma muy arquetípica, quieres que tenga el carisma y fuerza que Jaime Bell tiene".
- Toby Kebbell como Victor Von Doom/Dr. Doom

Un genio prodigio como Richards que también va al viaje interdimensional con el y junto con Johnny Storm y Ben Grimm. Posee una armadura que está adherida a su piel volviéndose pura energía, pero al ser poderoso, desea tener un propósito en la vida de gobernar al mundo con poder al ser malvado.
- Reg E. Cathey como Dr. Franklin Storm

Padre de Johnny y Susan Storm y director de la Fundación Baxter. En la escena, es asesinado por Doom.
- Tim Blake Nelson como Harvey Allen

Un ciéntífico y supervisor de la instalación y socio con el Dr. Franklin Storm, y trabajando para el gobierno al querer usar a los 4 como armas de defensa. También es asesinado por Doom antes que el Dr. Storm.

## Desarrollo
En agosto de 2009, 20th Century Fox anunció un reinicio de la franquicia cinematográfica de Los Cuatro Fantásticos, cancelando la tercera entrega y el spin-off de Silver Surfer. Akiva Goldsman fue contratado como productor y Michael Green como guionista. En julio de 2012, Josh Trank fue contratado como director y Jeremy Slater como guionista. En febrero de 2013, Matthew Vaughn se adjuntó a la película como productor. En junio de 2013, Seth Grahame-Smith fue contratado para pulir el guion de la película. Según el consultor Mark Millar, la película iba a tener lugar en el mismo universo que la serie de películas de X -Men. En octubre de 2013, Simon Kinberg fue contratado para coescribir y producir la película. En mayo de 2014, Simon Kinberg contradijo la anterior declaración de Millar acerca de la serie de películas de X-Men, al decir que la película es una celebración de todos los cómics de Los 4 Fantásticos y agregó que Trank tenía una visión para que la película fuera más humanista, más emocional, y un poco más dramática en comparación con las películas anteriores.

## Casting
En febrero de 2014, se reveló que Michael B. Jordan interpretaría a Johnny Storm/Antorcha Humana lo que ha generado duras críticas de los fieles al cómic por no respetar la raza del personaje y hacer que no sea hermano de sangre de Sue, a lo que Josh Trank respondió farruco que la gente vería la película igualmente. Kate Mara fue elegida como Sue Storm/Mujer Invisible. En marzo, Toby Kebbell fue lanzado como el Doctor Doom y Miles Teller confirmó que iba a retratar a Reed Richards / Mr. Fantástico y además de confirmar Jamie Bell había sido elegido como Ben Grimm/La Mole.

## Rodaje
El rodaje de la película se prolongó durante 72 días, comenzó el 5 de mayo de 2014 en el Centro de Prensa celta en Baton Rouge, Luisiana y terminó el 23 de agosto de 2014. Inicialmente se planeó que se rodaría en Vancouver, Canadá, pero se trasladó a Luisiana debido a los incentivos fiscales a la producción cinematográfica del Estado.

## Marketing
El teaser trailer de 4 Fantásticos fue lanzado el 27 de enero de 2015, dando como resultado una respuesta en general positiva. Graeme McMillan de The Hollywood Reporter dio al tráiler una crítica positiva, afirmando que se trata de un «sorprendentemente fuerte paso en la dirección correcta para una adaptación fiel de una propiedad a menudo problemático». Abraham Joseph Riesman de New York‍ 's Vulture también respondió al tráiler de forma positiva, diciendo que la película «podría ser la más innovadora y con tonalidad única película de superhéroes marquesina». Sin embargo, los corresponsales para Newsarama señaló que no había «nada» en el tráiler para caracterizarlo como basada en los Cuatro Fantásticos, sensación de que podría haber fácilmente haber sido un sustituto de películas similares ciencia ficción como Interestelar, de 2014. El tráiler se convirtió en el más visto en la historia de la 20th Century Fox, superando el anterior récord, de 2014 con el tráiler de X-Men: Días del Futuro Pasado.
El segundo tráiler de la película fue estrenada en abril de 2015. Sean O'Connell de CinemaBlend llama el tráiler «increíble» y dijo que «hace un trabajo mucho mejor de la creación de los roles de cada uno». Drew McWeeny de HitFix dijo que la película «parece que fue abordado con intención seria» y que la escala «se siente positivamente íntimo». En el mismo mes, el elenco asistió a CinemaCon para presentar imágenes de la película, que también generó críticas positivas. En julio de 2015, Trank, Kinberg y miembros del reparto Teller, Jordania, Mara, Bell y Kebbell asistieron a San Diego Comic-Con International 2015 para presentar un nuevo tráiler de la película. Chris Cabina de Collider.com describe el tráiler como «estimulante».

## Recepción

### Crítica
La página web Rotten Tomatoes, le ha dado a la película un porcentaje de 9% de aprobación, basada en 263 críticas, con un puntuación de 3,4/10. El consenso crítico dice: ''Aburrido y pesimista, este Fantastic Four demuestra un intento lamentablemente equivocado de traducir una serie de historietas clásicas sin el humor, la alegría o las emociones coloridas que la hicieron grandiosa.'' En Metacritic, la película tiene un puntaje de 27 sobre 100, basado en 40 críticas, con la aclaración de que las críticas son «generalmente desfavorables».
Brian Lowry de Variety comentó: «Las películas anteriores de Los 4 fantásticos no lograron triunfar excesivamente. Aún esta reciente versión, con un elenco significativamente más joven (estoy tentado en llamarlo "Los cuatro fantásticos de secundaria"), aclara ese límite, apenas logra, reimaginar el origen del cuarteto sin mejorarlos conspicuamente. Dicho eso, la película se siente como un teaser prolongado para una secuela más emocionante, dependiendo si a la audiencia le gusta esta entrega más discreta, podría no ocurrir nunca». Alonso Duralde de The Wrap argumentó: «Los cuatro fantásticos ofrece destellos de cosas buenas en camino… pero solo después de que la audiencia se ha retirado de otra decepcionante historia de origen… El director Josh Trank, cuya película de debut Chronicle dio un ingenioso giro a las tropas de superhéroes, ha juntado a un cuarteto de encantadoras y carismáticas interpretaciones y las deja varadas en una miasma de explosión y escenarios que hunden la película. Se usa tanto tiempo para colocar las piezas que apenas queda tiempo para jugar con ellas».
Escribiendo para "Cooming Soon" Edward Douglas comentó: «Mientras que casi todas las personas desastrosas no parecen entusiasmadas o esperanzadas, los cuatro fantásticos debió y pudo haber sido mejor porque había potencial en algunas de sus mejores ideas. En su lugar, termina siendo una justa película estándar de superhéroes, que hace pensar que tal vez los cuatro fantásticos no están destinados para ser películas de live action». Todd McCarthy de The Hollywood Reporter escribió: «Los cuatro fantásticos se siente como un avance de 100-minutos para una película que nunca ocurre. En este punto del siempre expansible juego de superhéroes, le corresponde a cualquier cineasta que se involucre tener al menos una toma fresca de sus personajes y materiales, pero esta [película de Marvel] prueba ser locamente simple y poco creativa… las riendas han sido colocadas al director y co-escritor Josh Trank, cuya presentación previa fue el thriller "documental" de 2012 Chronicle. Desafortunadamente, no hay un entusiasmo juvenil o sentido de la reinvención evidente en esta excursión». Por su parte Emma Dibdin de Digital Spy dijo: «En la luz de los malos rumores, es difícil no sentirse apenado por el producto terminado, que es un retroceso inofensivo y cariñosamente caricaturesco de una más simple película de cómics moderna. Pero ya sea cualquier fuerza que los cuatro fantásticos tenga, no se siente como una película dirigida por Trank (que hizo un llamativo debut con la película anti-superhéroes de 2012 Chronicle) o si es que a alguien le importa. Es una confusa y no desarrollada historia de origen que se separa de una aventura ligera con corazón a un tono más pesado, serio y realista que no se ha ganado». Tim Grierson de Screen Daily comento: «Tras batallar meses de malos rumores sobre una producción problemática y la necesidad de realizar nuevas filmaciones, los cuatro fantásticos emerge como un animal herido de una película de superhéroes, sólo mostrando vistazos de la más oscura, y emocional cría de Marvel intenta ser. Ciertamente, el reinicio de Fox carece de la irreverencia de la versión del 2005 y su secuela, ambas dirigidas por Tim Story, pero el cineasta de Chronicle Josh Trank lucha para equilibrar una historia de origen, mediocre acción de historietas, y una tensa metáfora sobre las familias disfuncionales. Un buen elenco liderado por Miles Teller termina tragado por una narrativa que se vuelve más confusa y tediosa».

## Premios y nominaciones
| Premio                   | Año  | Categoría               | Nominados                                                                              | Resultado | Ref.   |
| ------------------------ | ---- | ----------------------- | -------------------------------------------------------------------------------------- | --------- | ------ |
| Premios Golden Raspberry | 2016 | Peor película           | Simon Kinberg, Matthew Vaughn, Hutch Parker, Robert Kulzer, Gregory Goodman            | Ganadora  | [ 23 ] |
| Premios Golden Raspberry | 2016 | Peor pareja en pantalla | Todos los 4 "Fantásticos" (Miles Teller, Michael B. Jordan, Kate Mara, and Jamie Bell) | Nominada  | [ 23 ] |
| Premios Golden Raspberry | 2016 | Peor remake o secuela   | Simon Kinberg, Matthew Vaughn, Hutch Parker, Robert Kulzer, Gregory Goodman            | Ganadora  | [ 23 ] |
| Premios Golden Raspberry | 2016 | Peor guion              | Jeremy Slater, Simon Kinberg and Josh Trank                                            | Nominada  | [ 23 ] |
| Premios Golden Raspberry | 2016 | Peor director           | Josh Trank                                                                             | Ganador   | [ 23 ] |

## Futuro
Antes de que Fantastic Four comenzara a rodarse, 20th Century Fox anunció planes para una secuela confirmando su fecha de estreno el 14 de julio de 2017. Fox reprogramó el estreno al 2 de junio de 2017 al tomar en su lugar la guerra del planeta de los simios. El estreno fue reprogramado para el 9 de junio de 2017 debido a su proximidad con el estreno de Star Wars: Episodio VIII - Los últimos Jedi el 27 de mayo de 2017.
Debido a que Fantastic Four había tenido una baja recaudación en taquilla y con críticas negativas la secuela empieza a estar en plena duda, Pamela McClintock de The Hollywood Reporter comentó que «arrojaba la duda de si Fox continuaría con una secuela». Phil Hoad de The Guardian dijo que sería «interesante» de ver si Fox procedía con la secuela y si mantenía el tono «realista intacto». Pues de no producir la secuela, los derechos serían revertidos a Marvel Studios. a pesar de los resultados, en septiembre de 2015 se informó que 20th Century Fox sigue planeando en producir una secuela, con el productor Simon Kinberg trabajando en el proyecto. Drew McWeeny de HitFix comentó que la película no podría estar lista para un estreno en el 2017, Fox intentaría salvar a la franquicia al trabajar con la versión definida de Trank e intenta ajustarse a ella. Kate Mara, sin embargo argumentó que una secuela era improbable, pese a expresar interés en regresar en su papel de Sue Storm.
En noviembre de 2015 Fox eliminó oficialmente la secuela de su fecha de estreno en el 2017.
Tras la compra de 21st Century Fox por Walt Disney Company, los derechos de los personajes junto a los X-Men han regresado a Marvel Studios, en un principio anunciada para ser dirigida por Jon Watts, aunque posteriormente, en mayo de 2022, Watts renunció a la dirección del proyecto.
En septiembre de ese mismo año, el largometraje quedó en manos del director Matt Shakman, la nueva adaptación de la familia fantástica se estrenará en julio de 2025 y formará parte de la Fase 6 del Universo cinematográfico de Marvel.